# Daniel Kubeš
Daniel Kubeš (ur. 7 lutego 1978 w Pradze) – czeski piłkarz ręczny, reprezentant kraju, lewy rozgrywający. Obecnie gra w Bundeslidze, w drużynie MT Melsungen.

## Sukcesy
- mistrzostwo Szwecji 2001/02
- puchar EHF 2008 i 2010
- puchar Niemiec 2011 i 2012
- wicemistrzostwo Niemiec 2010/11
- mistrzostwo Niemiec 2011/12
- Liga Mistrzów 2011/12